# ویرسق

ویرسق روستایی است که در استان اردبیل، شهرستان نیر، بخش مرکزی، دهستان دورسون خواجه قرار دارد.
این روستا در مناطق مرکزی  استان اردبیل و جنوب کوه سبلان می باشد.طبیعت زیبا،موقعیت جغرافیایی فوق العاده، هوای مطبوع ،سابقه ی بسیار غنی تاریخی و ... از ویژگی های بارز روستای ویرثق است . همچنین این روستا به داشتن رسومات محلی کهن مشهور است.
این روستای سرسبز و بسیار زیبا مکانی خوب برای مسافرت و استراحت چند روزه به شرط رعایت میباشد .
مردم روستا به قدری درست زندگی کرده اند که عمری دراز دارند 
خانمی در این روستا زندگی میکند که خاطرات حمله روس را به خاطر دارد
این روستا مجمع سنت های دیرینه است

## جمعیت
بر اساس سرشماری سال ۱۳۹۵ جمعیت این روستا ۸۲۷ نفر بوده‌است.

## رودخانه آغلاغان
رودخانه آغلاغان از ارتفاعات ساوالان سرچشمه می گیرد و با توجه به منبع تامین بیشتر جریانات آن از چشمه های دایمی و از ذخایر برفی جز رودخانه های دایمی منطقه محسوب می شود.این رودخانه یکی از مهمترین نشانه ها و نمادهای روستای ویرثق می باشد .
حداکثر ارتفاع رودخانه چهار هزار و ۴۰۱ متر از سطح دریا در ارتفاعات ساوالان و حداقل ارتفاع آن یک هزار و ۵۷۵ متر در محل اتصال به رودخانه بالیقلو است ، در محل ایستگاه هیدرومتی نیر یک هزار و ۶۰۵ متر ارتفاع دارد.
طول شاخه اصلی این رودخانه ۲/۳۶ کیلومتر می باشد ، سطح حوضه آن ۷۵/۱۷۱ کیلومتر مربع و محیط آن برابر ۷۵ کیلومتر است.
در همین منطقه تفرجگاه وسیع و نمونه گردشگری بولاخلار نیر واقع است.
در مورد وجه تسمیه آغلاغان داستان های و افسانه های فولکوریک زیادی به صورت سینه به سینه به ما رسیده و این که رود از چشمه سارهای ساوالان منشاء می گیرد ، این چشمه ها حتی در مسیر رودخانه نیز به وفور دیده می شود.
درپایان شایان ذکر است که وجود چنین رودخانه ای باعت پویایی بیشتر روستای ویرثق می شود البته این امر نیازمند توجه و حفاظت از این پدیده ی طبیعی می باشد.